# Liste der politischen Flaggen Osttimors

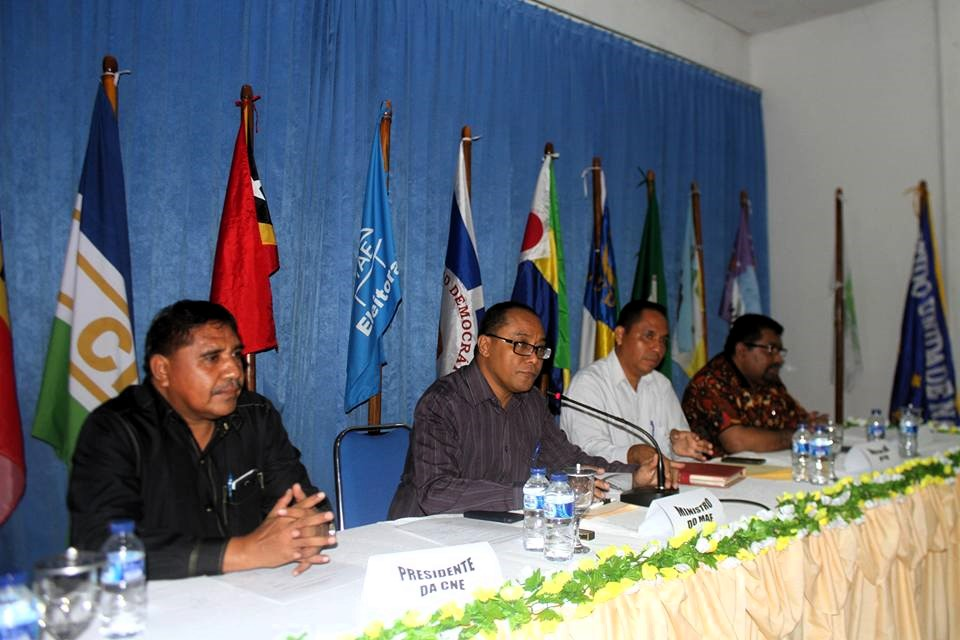
Parteiflaggen im Sitz des Secretariado Técnico de Administração Eleitoral (STAE)

Stimmzettelmuster für die Parlamentswahlen 2007 mit den Flaggen der angetretenen Parteien

Stimmzettelmuster für die Parlamentswahlen 2012 mit den Flaggen der angetretenen Parteien

Stimmzettelmuster für die Parlamentswahlen 2017 mit den Flaggen der angetretenen Parteien

Stimmzettelmuster für die Parlamentswahlen 2018 mit den Flaggen der angetretenen Parteien

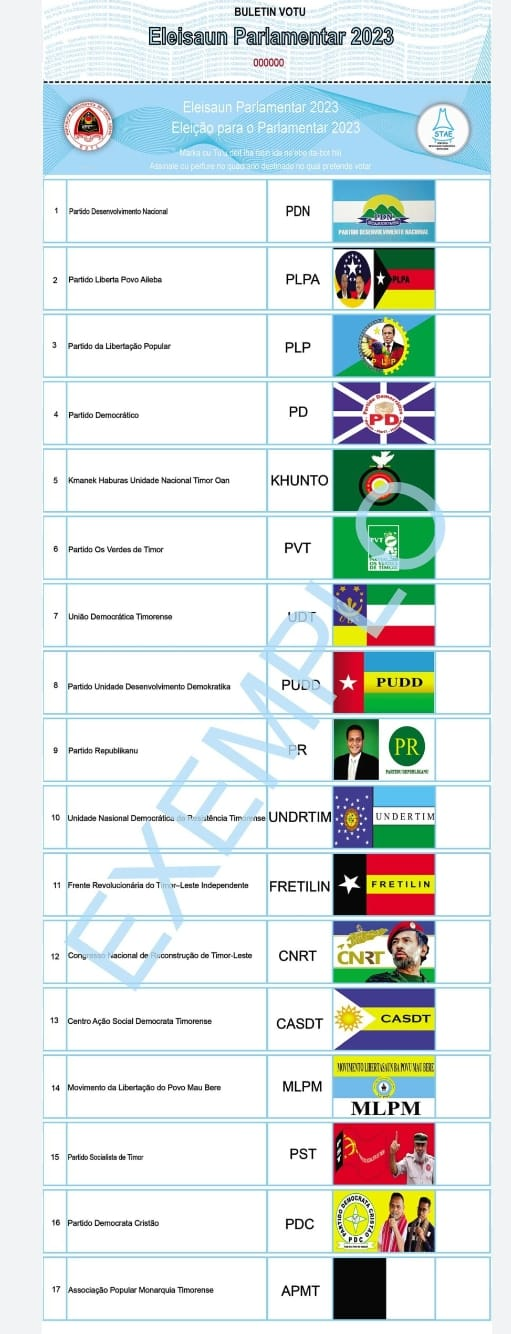
Stimmzettelmuster für die Parlamentswahlen 2023 mit den Flaggen der angetretenen Parteien

Die politischen Flaggen Osttimors sind ein weit verbreitetes Symbol aller Parteien in dem südostasiatischen Land.

## Verwendung
Die Parteiflaggen dienen als Werbeträger bei politischen Veranstaltungen und wurden auch für Analphabeten als Erkennungszeichen auf den Wahlscheinen der Parlamentswahlen am 30. Juni 2007 abgebildet. Zur Parlamentswahl 2007 traten 16 Parteien an. Eines der Wahlbündnisse hatte eine eigene Flagge.

## Geschichte
Die ersten Parteiflaggen wurden bereits mit Gründung der ersten Parteien in der damaligen Kolonie Portugiesisch-Timor 1974/75 geschaffen, doch erst von der Besatzungsmacht Indonesien wurde die Tradition der Parteiflaggen, die unter anderem bei politischen Paraden verwendet werden, aufgenommen. Erst mit den ersten Wahlen unter UN-Verwaltung 2001 bekamen Parteiflaggen ihre heutige Bedeutung. Sowohl 2001, als auch 2007 finanzierten die Vereinten Nationen das Werbematerial der Parteien und damit auch die Flaggen. Viele Parteien führen entweder den Parteinamen oder die Abkürzung auf der Flagge.

## Liste
Die Liste führt die aktuellen Flaggen der derzeit bestehenden Parteien und Bündnisse in Osttimor auf. Der Parteiname wird jeweils in der von der Partei bevorzugten Amtssprache (Portugiesisch oder Tetum) angegeben.
| Flaggen der Parteien Osttimors |                                                              | |
| Flagge                         | Partei                                                       | Sonstiges |
|                                | Aliansa Demokratika AD                                       | Die Demokratische Allianz (Tetum: Aliansa Demokratika, Portugiesisch: Aliança Democrática) ist ein Wahlbündnis aus Klibur Oan Timor Asuwain KOTA und Partido do Povo de Timor PPT, die mit einer gemeinsamen Liste zur Parlamentswahl 2007 antraten. Die Flagge wurde nach dem Ende des Bündnisses von der KOTA auch allein verwendet. Schwarz repräsentiert die Dunkelheit, Weiß das Licht. Es gibt eine Bewegung aus der Dunkelheit in das Licht. Die Acht ist eine magische Zahl, sowohl bei Hindus, als auch bei den Buddhisten. In der Algebra symbolisiert sie die Unendlichkeit. Die Eins zeigt, dass die KOTA-Mitglieder nur an einen Gott glauben. |
|                                | Associação Popular Monarquia Timorense APMT                  | Wie die KOTA, von der sich die APMT abspaltete, verwendet die APMT eine senkrecht geteilte, schwarz-weiße Parteiflagge, allerdings ohne weitere Symbole. |
|                                | Associação Social-Democrata de Timor ASDT                    | Das weiße Dreieck an der Liek ist von der Nationalflagge Osttimors inspiriert. Im Zentrum des Dreiecks befindet sich eine rote Scheibe. Der Rest der Flagge besteht aus drei horizontalen Streifen Grün, Gelb, Blau, wobei der gelbe Streifen nur halb so breit wie die beiden anderen ist. Auf dem gelben Streifen steht in schwarzer Schrift „ASDT“. |
|                                | Bloku Unidade Popular BUP                                    | Die Flagge des BUP war eine horizontal dreigeteilte Flagge in Rot-Grün-Rot, mit dem Parteienname im grünen Streifen und einen gelben Stern im oberen roten Streifen. An der Liek sind die Flaggen der Parteien aufgereiht, die Teil dieses Bündnisses waren. 2016 trat die PST aus und 2017 die PARENTIL, weswegen die Flagge aktualisiert werden musste und nun nur noch die Flaggen von PDRT, PMD und PLPA enthielt, bis das Bündnis 2018 zerfiel. |
|                                | Centro Acção Social Democrata Timorense CASDT                | Das Symbol der timoresischen Sozialdemokratie (sdt) zielt auf Dynamik und Fortschritt, dass die Menschen zu einer besseren Zukunft und einem harmonischen Leben voranschreiten. Es symbolisiert auch die grundlegende Qualität erforderlich: Aktivitäten, Disziplin und Treffen. Die Nabilan-Plakette symbolisiert den Wohlstand der auf die 13 Gemeinden Osttimors verteilt werden wird. Das weiße Dreieck steht für die Reinheit des Geistes, die Friedensliebe und die in drei Grundprinzipien der Partei: Recht, Einigkeit und Solidarität. Gelb symbolisiert die Dynamik und die Kreativität des timoresischen Volkes, das angespornt aktiv am Kampf für die Unabhängigkeit teilgenommen hat und jetzt für den Fortschritt kämpft. Blau demonstriert das Vertrauen und die Zuversicht der freien, unabhängigen und harmonischen Völkern, die sozial zusammen in der Welt leben.                                                   |
|                                | Congresso Nacional da Reconstrução Timorense CNRT            | Sowohl Farbgebung als auch Namenskürzel leiten sich vom Conselho Nacional de Resistência Timorense, der timoresischen Dachorganisation des Widerstands gegen die indonesische Besatzung. |
|                                | Frente Revolucionária do Timor-Leste Independente FRETILIN   | Die Flagge der FRETILIN diente als Vorlage für die Nationalflagge Osttimors, was heutzutage teilweise kritisiert wird. Rot und der fünfzackige Stern sind allgemein übliche sozialistische Symbole. |
|                                | FRETILIN Mudança Frenti Dezenvolvimentu Demokratiku          | Die Die FDD war ein Bündnis aus PUDD, UDT, Frenti-Mudança und PDN. Die FDD-Flagge zeigt die vier Parteiflaggen, zusammen mit einem Ai To’os und drei verschiedenen Uma Lulik. |
|                                | FRETILIN Mudança Frenti-Mudança                              | Die FRETILIN Mudança ist eine Abspaltung der FRETILIN, was sich auch im Design der Parteiflagge bemerkbar macht. Im August 2011 nannte sich die Partei in Frenti-Mudança um. Auch die Flagge wurde umgestaltet. Bei manchen Versionen der neuen Parteiflagge fehlen die schwarzen Streifen. Grün repräsentiert die junge Generation des Landes und die Bedeutung von Natur- und Umweltschutz, inklusive des Respekts vor der Natur und der traditionellen Kultur. Der Stern strahlt durch alle Menschen und ebnet den Weg vorwärts für die Gleichberechtigung von Mann und Frau. Gerechtigkeit und Gleichheit für alle Menschen. Die schwarzen erinnern an die Helden, die im Kampf für die Unabhängigkeit starben. Gelb repräsentiert Wohlstand und ökonomische Unabhängigkeit für die Menschen. Rot steht für Mut, um die Gerechtigkeit zu verteidigen und Ungerechtigkeit, Kriminalität und Korruption zu bekämpfen.                |
|                                | Klibur Oan Timor Asuwain KOTA                                | Die neue Flagge der KOTA beinhaltet im Logo ein timoresisches Haus in traditioneller Bauweise, zwei Suriks (timoresische Schwerter) und ein Kaibauk (timoresische Krone). Die alte Flagge der KOTA bestand aus acht Streifen (Schwarz, Gelb, Rot, Grün, Weiß, Blau, Rot, Grün), die einen Bogen in die obere rechte Ecke ziehen, wo sich die Streifen zu einem Punkt verjüngen. Im schwarzen Streifen befanden sich links eine gelbe, 32-strahlige Sonne und weiß der Schriftzug KOTA. In der Mitte befand sich eine weiße Scheibe, die mit einem blauen Ring umschlossen ist. Um den Ring herum stand der komplette Name der Partei. Auf dem Ring befanden sich 33 gelbe Sterne. Auf der weißen Scheibe fanden sich von oben nach unten ein Haus in traditioneller Bauweise, zwei gekreuzte Suriks und ein Kaibauk. Neben der Parteiflagge führt die KOTA auch eine schwarze Flagge, die die timoresische Kultur repräsentieren soll. |
|                                | Kmanek Haburas Unidade Nasional Timor Oan KHUNTO             | |
|                                | Movimentu Libertasaun ba Povu Maubere MLPM                   | |
|                                | Partai Demokratik Maubere PDM                                | |
|                                | Partai Liberal PL                                            | Die Flagge bestand aus einem blauen Dreieck auf weißem Grund. Auf dem blauen Grund befand sich eine weiße Taube mit einem Spruchband, das in einem fünfstrahligen weißen Stern endet. Auf dem Spruchband stand das Wort Liberal. Auf einer anderen Version der Flagge war die Taube detaillierter gezeichnet und an den Seiten des Dreiecks befanden sich die drei Teile des Parteimottos „Relijaun (Religion), Kultura (culture), Liberdade (Freiheit)“ auf Tetum. Die Partei heißt nun Partidu Democrática Liberal. |
|                                | Partido Democrático PD                                       | Zentrales Element des Parteilogos ist eine hölzerne Wahlurne. Das Parteimotto ist in Tetum gehalten. |
|                                | Partido Democrata Cristão PDC                                | Die erste Parteiflagge bestand aus einem braunen Kreuz auf einer gelben Scheibe, die vom Parteimotto auf Indonesisch „Memperjuangkan nilai-nilai Kekristenam“ und dem Namenskürzel „PDC“ umgeben war. Es folgte eine Flagge, dessen Hauptsymbol im Zentrum eine weiße Friedenstaube in einem sternförmigen, rotumrandeten Kreuz auf einer gelben Scheibe war. Seit 2016 hat die PDC eine neue Parteiflagge mit 15 Sternen in der Liek. Drei horizontale Streifen in Schwarz-Gelb-Rot sind mit dem neuen Parteienlogo belegt. |
|                                | Partido do Desenvolvimento Nacional PDN                      | |
|                                | Partido do Desenvolvimento Popular PDP                       | Die PDP hat als Parteiflagge eine horizontale Trikolore in Blau, Weiß und Gelb. Im Zentrum befindet sich das Parteikürzel PDP und darüber im blauen Streifen ein Gebirge. |
|                                | Partido Democrática Republica de Timor PDRT                  | Verschiedenfarbige Streifen bilden die Grundfläche der Flagge. Das weiße Dreieck an der Liek ist von der Nationalflagge Osttimors inspiriert. Neben drei gelben Sternen und einer roten Sonne findet sich hier das Parteilogo: Eine blaue Scheibe mit weißem christlichem Kreuz und halbmondförmigem Kaibauk (timoresische Krone). |
|                                | Partido Esperança da Pátria PEP                              | Die Flagge der 2017 gegründeten Partei ist senkrecht in drei Felder grün-weiß-grün geteilt. Im weißen Feld schütteln sich eine weiße und eine braune Hand zwischen Parteikürzel und Parteinamen. |
|                                | Partido Milénio Democrático PMD                              | Zentrale Elemente des Logos sind ein Globus, umrahmt von 27 gelben Strahlen, eine weiße Taube mit einer Waage im Schnabel und die weiße Landkarte Osttimors. |
|                                | Partido Nasionalista Timorense PNT                           | Die Flagge der PNT ist eine Mischung aus der Flagge Osttimors mit den Farben der „Brudervölker“ Portugal und Indonesien durch die Kombination vom portugiesischen Grün und Rot mit dem indonesischen Rot und Weiß. Die „brüderliche Solidarität“ der Völker wird durch den fünfstrahligen weißen Stern symbolisiert. |
|                                | Partido do Povo de Timor PPT                                 | Die Flagge besteht in der Grundfläche aus zwei horizontalen Streifen, oben hellblau, unten weiß. Im Zentrum das Parteiwappen: Ein silbernes Schild, vertikal zweigeteilt. Links ein goldenes Belak, rechts zwei gekreuzte Dolche. Auf der Trennlinie, etwas nach unten versetzt, das portugiesische Wappenschild. Auf dem Wappen findet sich ein Kaibauk (timoresische Krone). Schildträger sind zwei purpurne Hähne mit roten Kämmen, silbernen Schwanzfedern und goldene Beine. Unterhalb ein goldenes Spruchband mit der Beschriftung „Timor-Dili“. |
|                                | Partido Republika Nacional Timor Leste PARENTIL              | In ihrer Flagge zeigt die PARENTIL sechs Sterne in einem schwarzen Streifen an der Liek und zehn weitere farbige horizontale Streifen. |
|                                | Partido Social Democrata PSD                                 | Die PSD wählte Orange als Grundfarbe ihrer Flagge und nahm sich dafür ihre gleichnamige portugiesische Schwesterpartei als Vorbild. Selbiges gilt für die Pfeile im Zentrum des Logos. Die Kombination aus der Landkarte Osttimors und eines Krokodils spielt auf die Schöpfungsgeschichte Osttimors an. Der Wahlspruch auf Portugiesisch bedeutet Solidarität, Gleichheit, Freiheit. |
|                                | Partido Socialista de Timor PST                              | Alte Flagge: Das Rot der Flagge ist typisch für sozialistische Parteien, auch die erhobene Faust, der Hammer und der fünfzackige Stern sind sozialistische Symbole. Der Pfeil ist ein timoresisches Symbol. Das Parteimotto lautet auf Portugiesisch Einigkeit, Teilen, Fortschritt und Gleichheit. Die vorherige Flagge hatte eine grüne Grundfarbe mit dem Parteilogo und -motto auf einer weißen Scheibe. |
|                                | Partido Timorense Democrático PTD                            | Die Flagge der PTD hat die Flagge der PNT als Vorbild. |
|                                | Partido Unidade Nacional PUN                                 | Die 13 Sterne entsprechen den 13 Gemeinden Osttimors. Die Sterne bilden die Landkarte Osttimors nach, entsprechend der Position der Gemeinden im Lande. |
|                                | Partidu Democrática Liberal PDL                              | Die Partidu Democrática Liberal ist die Nachfolgerin der Partai Liberal. |
|                                | Partidu Liberta Povu Aileba PLPA                             | Schwarzes Dreieck und Stern stammen aus der Nationalflagge Osttimors. Das gelbe Dreieck und das rote Feld der Nationalflagge sind durch eine horizontale Trikolore in Grün, Rot und Gelb ersetzt. IM roten Streifen steht in schwarzer Schrift das Namenskürzel „PLPA.“ |
|                                | Partidu Libertasaun Popular PLP                              | Die Flagge der 2015 gegründeten Partei ist diagonal zweigeteilt. Zum Mast hin ist sie oben blau, zum Flugteil unten grün. In der Mitte befindet sich das Logo der Partei. Ein Kreis, gebildet je zur Hälfte aus einer schwarzen Kette und aus einem gelben Zahnrad. Darin auf weißem Grund das Foto eines Gelbbrustloris, darüber ein gelber Stern und im unteren Teil die gelben Buchstaben PLP. |
|                                | Partidu Republikanu PR                                       | Die Flagge ist einfach gehalten. Eine weiße Grundfläche mit grüner Scheibe mit gelben „PR“ und dem Parteinamen in grün darunter. |
|                                | Partidu Unidade Dezenvolvimentu Demokratiku PUDD             | |
|                                | Trabalhista, Partido Trabalhista PT                          | |
|                                | União Democrática Timorense UDT                              | Im Dezember 1993 nahm die UDT ihr Statut an, in dem die Flagge in Artikel 4 beschrieben wird. Das Symbol der UDT besteht im Zentrum aus einem Kaibauk, darüber zwei traditionelle timoresische, heilige Häuser (Uma Lulik) und vier Sterne in einem Halbkreis. Die Sterne repräsentieren die vier Teile des Landes (das Hauptland, die Enklave Oe-Cusse Ambeno und die Inseln Atauro und Jaco). Die heiligen Häuser stehen für den traditionellen Glauben der Timoresen. Ein Haus steht für Feto-San (die Mutterlinie), eines für Uma-Mane (die Vaterlinie). Blau repräsentiert Ordnung und Autorität, Gelb Entwicklung und Fortschritt, Grün Hoffnung in die Zukunft, Weiß Frieden und Freiheit und Rot das vergossene Blut im Kampf um die Freiheit. |
|                                | União Nacional Democrática de Resistência Timorense UNDERTIM | Sowohl Farbgebung als auch Design leiten sich vom Conselho Nacional de Resistência Timorense, der timoresischen Dachorganisation des Widerstands gegen die indonesische Besatzung. |
|                                | Partido os Verdes de Timor OS VERDES                         | Das Logo der Partei mit der geballten Faust leitet sich deutlich vom Logo der Partai Solidaritas Indonesia (PSI) ab. Grün ist die Parteifarbe, wie der Name schon sagt. |